# Kupro

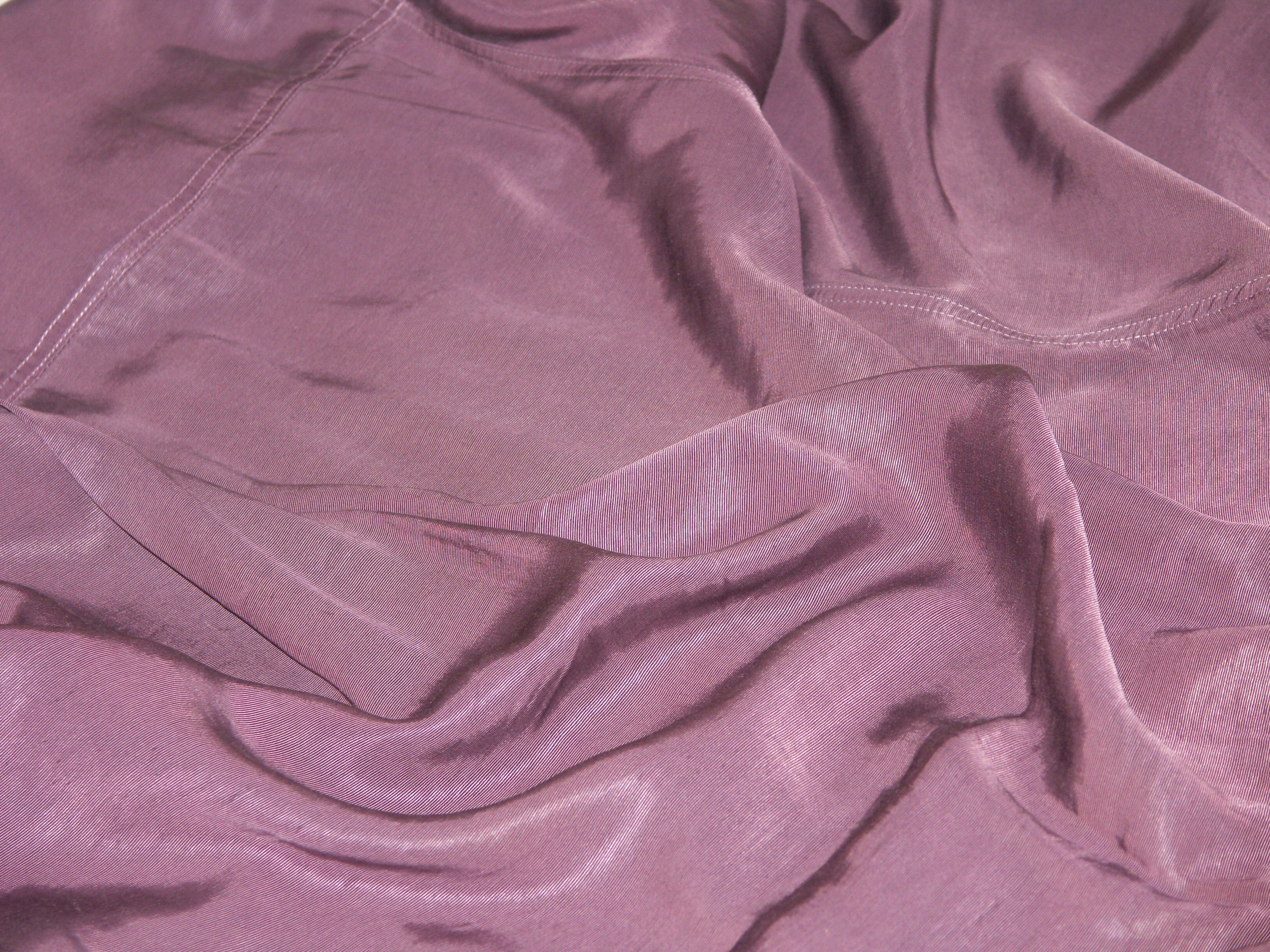
Textil av kupro.

Kupro, cuprammoniumrayon, är en cellulosafiber som även förekommer under beteckningen CUPRO och är framställd enligt kopparmetoden. Den kan blandas med bomull för att ge önskade egenskaper. Tyger av, eller innehållande, kupro är lättskötta, kan tvättas i maskin och skrynklar obetydligt.